# Tabanus pingxiangensis
Tabanus pingxiangensis är en tvåvingeart som beskrevs av Xu och Yin-Xia Liao 1985. Tabanus pingxiangensis ingår i släktet Tabanus och familjen bromsar. Inga underarter finns listade i Catalogue of Life.